# Coneto de Comonfort
Coneto de Comonfort là một đô thị thuộc bang Durango, México. Năm 2005, dân số của đô thị này là 4309 người.